# Hydrogénosome

Abb.1: Synthèse d'ATP dans un hydrogénosome.
abb.: CoA = Coenzyme A

L'hydrogénosome est un organite présent dans certains organismes anaérobies tels que des ciliés, des trichomonas et certains fungi. L'hydrogénosome des trichomonas (l'organisme le plus étudié pour ce type d'organite) produit de l'hydrogène, de l'acétate, du dioxyde de carbone et de l'ATP grâce à l'action combinée de la pyruvate:ferrédoxine oxydoréductase, d'une hydrogénase, de l'acétate:succinate CoA transférase et de la succinate thiokinase.
D'autres enzymes y sont aussi présentes telles que la Superoxyde dismutase, la malate déshydrogénase (décarboxylation), une ferrédoxine, une adénylate kinase et une NADH:ferrédoxine oxydoréductase.
Cet organite aurait évolué à partir d'une bactérie anaérobie ou d'une archée.
En 2010, des chercheurs auraient découvert les premiers métazoaires anaérobies possédant un hydrogénosome.
Le nom de cet organite provient du fait qu'il produit de l'hydrogène.

## Histoire
Les hydrogénosomes ont été isolés, purifiés, caractérisés et nommés au début des années 1970 par D.G. Lindmark et M. Müller à université Rockefeller. En plus de cette étude, ils démontrèrent également pour la première fois la présence d'une pyruvate:ferredoxin oxido-reductase et d'une hydrogénase chez les eucaryotes. D'autres études furent conduites ensuite sur la biochimie, la cytologie et l'organisation sub-cellulaire des protistes anaérobies (Trichomonas vaginalis, Tritrichomonas foetus, Monocercomonas sp., Giardia lamblia, Entamoeba histolytica, et Hexamita inflata). Grâce à ces études, ces chercheurs ont pu déterminer le mode d'action du métronidazole (Flagyl) en 1976. Le métronidazole est de nos jours considéré comme l'une des meilleures molécules pour traiter les infections dues à des organismes anaérobies procaryotes (Clostridium, Bacteroides, Helicobacter) ou eucaryotes (Trichomonas, Tritrichomonas, Giardia, Entamoeba). Le métronidazole est absorbé par diffusion. Une fois absorbé, il est réduit par les ferrédoxines réduites elle-même par la pyruvate:ferredoxin oxido-reductase. Cette réduction entraine la formation d'un produit cytotoxique et permet son accumulation dans les organismes anaérobies.

## Description
Un hydrogénosome mesure environ 1 µm de diamètre mais peut atteindre 2 µm en conditions de stress.
Comme les mitochondries, les hydrogénosomes sont entourés de deux membranes dont celle intérieure forme des projections ressemblant à des crêtes.
Certains hydrogénosomes ont pu évoluer à partir d'une mitochondrie par la perte de certaines caractéristiques comme le génome. Aucun génome d'hydrogénosome n'a pu être détecté dans Neocallimastix, Trichomonas vaginalis et Trichomonas foetus. Cependant, un génome hydrogénosomal a été détecté dans le cilié Nyctotherus ovalis et dans le straménopile Blastocystis. Les similarités entre Nyctotherus et Blastocystis sont probablement le résultat d'une évolution convergente mais soulèvent la question sur les origines distinctes de la mitochondrie, de l'hydrogénosome et du mitosome (une sorte de mitochondrie dégénérée).

## Sources
Les études les plus précises des hydrogénosomes ont été réalisées sur les parasites sexuellement transmissibles Trichomonas vaginalis et Tritrichomonas foetus et également chez certains chytridiomycota tel que  Neocallimastix issus de la panse de ruminants.
Le cilié anaérobie Nyctotherus ovalis, vivant dans l'intestin de certaines espèces de cafards, possède de nombreux hydrogénosomes intimement associés avec une archée endosymbiotique méthanogène qui utilise l'hydrogène produit. Chez N. ovalis, les hydrogénosomes contiennent des particules ribosome-like de la même taille (70S) que celle des archées. Ceci suggère la présence d'un génome hydrogénosomale qui aurait été découvert par Akhmanova et partiellement séquencé par Boxma,.
Trois espèces multicellulaire de Loricifera — Spinoloricus nov. sp., Rugiloricus nov. sp. et Pliciloricus — utilisant un hydrogénosome pour leur métabolisme anaérobie ont été découvertes dans des couches sédimentaires de la mer Méditerranée.